# Tickle-U
Tickle-U fue un bloque de programación estadounidense para audiencia infantil que se transmitió en las mañanas desde las 9:30 AM-11:00 AM por Cartoon Network. Fue estrenado por primera vez en los Estados Unidos el 22 de agosto de 2005, y finalizó el 5 de enero de 2006. Se componía de series para público preescolar (como competencia a los bloques Nick Jr. y Playhouse Disney de Nickelodeon y Disney Channel respectivamente), que se emitía mientras los niños más grandes estaban en la escuela.
Tenía como mascotas a una oruga roja llamada Pipoca (voz de Ariel Winter) y una especie de conejo verde llamado Henderson (voz de Tom Kenny).

## Programación
- Yoko! Jakamoko! Toto!
- Harry y su cubeta de dinosaurios
- Peppa
- Gerald McBoing-Boing
- Firehouse Tales
- Little Robots
- Gordon el nomo de jardín